# Cesária Évora
Cesária Évora (en portuguès [sɨˈzaɾiɐ ˈɛvuɾɐ]; Mindelo, Cap Verd, 27 d'agost de 1941-São Vicente, Cap Verd, 17 de desembre de 2011) va ser una de les cantants més reconegudes a nivell internacional de la música de Cap Verd. Encara que va tenir èxit en altres gèneres, Cesária Évora va ser majoritàriament relacionada amb la morna, un gènere musical i de dansa capverdians. Era coneguda popularment com «la diva dels peus descalços» pel seu costum de presentar-se descalça als escenaris, en solidaritat amb els sense sostre i les dones i nens pobres del seu país. Va cantar sobretot en la seva llengua materna, el crioll capverdià.
Després d'un atac de cor i de complicacions de salut, el 2011 Évora va abandonar la carrera musical. Fins al dia de la seva mort, el desembre de 2011 (70 anys) a la seva població natal de Mindelo, i a causa d'hipertensió i d'una insuficiència respiratòria, va estar rebent gent i fumant a casa seva.

## Discografia
Al llarg de la seva carrera musical, Cesária Évora va publicar els discs següents:
- 1988: La Diva aux pieds nus
- 1990: Distino di Belita
- 1991: Mar Azul
- 1992: Miss Perfumado
- 1994: Sodade, Les Plus Belles Mornas De Cesaria
- 1995: Césaria
- 1997: Cabo Verde
- 1999: Café Atlântico
- 2001: São Vicente de Longe
- 2002: Cesária Evora Anthology
- 2002: Live in Paris (DVD)
- 2003: Voz D'amor
- 2003: Club Sodade - Cesaria Evora by...
- 2006: Rogamar
- 2009: Nha Sentimento

## Nominacions i premis
Pel que fa a la seva projecció musical, l'àlbum Cesária, de 1995', la va conduir a un ampli èxit internacional i a una primera nominació per als Premis Grammy. El 1997 va guanyar els guardons KORA All Africa Music Awards de música africana en tres categories: «Millor artista de l'Àfrica Occidental», «Millor àlbum» i «Mèrit del jurat».
El 31 de maig de 1999 va rebre la Gran Creu de l'Orde de l'Infant Dom Henrique de Portugal i l'any 2009 li va ser atorgada la medalla de la Legió d'Honor francesa per la seva dilatada carrera professional.

## Homenatges

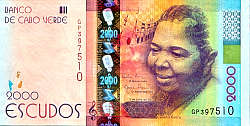
Bitllet de 2000 escudos de Cap Verd amb la imatge de Cesária Évora

La República de Cap Verd va retre homenatge a la seva artista més famosa el 2003 amb una sèrie de tres segells a la seva efígie. Arran de la seva mort es va decretar un dol nacional que va durar 48 hores.
Uns quants mesos després de la seva defunció, el 8 de març de 2012, l'aeroport de São Pedro a l'Illa de São Vicente fou reanomenat com a Aeroport Internacional Cesária Évora, i a prop d'aquest es va erigir una estàtua de la cantant.
Tres anys després, el 2015, es va posar en circulació el bitllet de 2.000 escudos de Cap Verd amb la seva imatge.